# فيكتور كوجوكارو
فيكتور كوجوكارو (بالرومانية: Victor Cojocaru)‏ هو لاعب كرة قدم روماني، ولد في 1 مايو 1959 في Stoina ‏ في رومانيا. لعب مع نادي يونيفيرسيتاتيا كرايوفا.